# فیودور سوم
فیودور سوم (به انگلیسی: Feodor III، به روسی: Фёдор Алексеевич) (۹ ژوئن ۱۶۶۱ – ۷ مه ۱۶۸۲) پسر بزرگ الکسی یکم و تزار تمام روسیه از سال ۱۶۷۶ تا ۱۶۸۲ میلادی بود. علیرغم سلامتی ضعیف مادرزادی، او موفق به انجام اصلاحاتی ازجمله در مورد بهبود شایسته‌سالاری در اداره دولتی، مدنی و نظامی و همچنین تأسیس آکادمی یونانی لاتین اسلاوی در روسیه تزاری شد.

## اوایل زندگی
فئودور در ۹ ژوئن ۱۶۶۱ مسکو به دنیا آمد. او بزرگترین پسر تزار الکسی یکم و ماریا میلوسلاوسکایا بود که زنده مانده بود. فئودور آموزش عالی را نزد سیمئون پولوتسکی، دانشمندترین راهب اسلاوونی آن روز، فرا گرفته بود. او زبان لهستانی می‌دانست و حتی دانشی غیرمعمول از زبان لاتین را داشت. فئودور از بدو تولد ناتوان بود و به طرز وحشتناکی به دلیل بیماری اسرارآمیز (که ظاهراً اسکوربوت بوده است) نیمه فلج شده بود. او بیشتر وقت خود را با اشراف جوان، ایوان ماکسیموویچ یازیکوف و الکسی تیموفیویچ لیخاچوف می‌گذراند.

## سلطنت

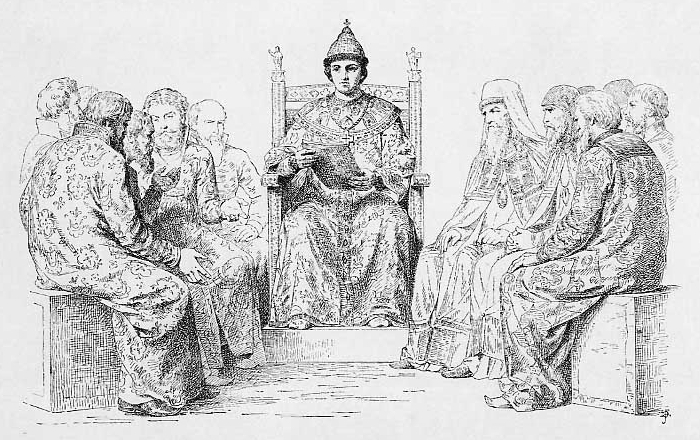
نگاره‌ای از فئودور سوم در شورا بر تخت سلطنت

پس از مرگ الکسی یکم در ۳۰ ژانویه ۱۶۷۶ میلادی، فئودور با وجود ناتوانی‌هایش، در سن پانزده سالگی جانشین پدرش شد و در ۱۸ فوریه به عنوان تزار تمام روسیه تاج‌گذاری کرد. او دارای عقلی خوب و خلقی نجیب بود؛ اما ناتوانی‌هایش موجب شد تا در تمام دوران سلطنتش تحت نفوذ یا وابسته به اطرافیان، ازجمله خواهرش سوفیا آلکسیونا باشد.
اگرچه به‌طور مادرزادی فلج شده بود، اما همتش با ناتوانی‌هایش خرد نشد. او به زودی خود را به عنوان یک حاکم مصلح و فداکار نشان داد. فضای دربار دیگر سرکوب‌گر نبود. نور آزادی تازه درخشید و از شدت قوانین جزایی به میزان قابل توجهی کاسته شد. تزار آکادمی علوم را در صومعه زایکونوسپاسکی تأسیس کرد؛ جایی که استادان شایسته باید هر چیزی را که صراحتاً توسط کلیسای ارتدکس روسی ممنوع نشده بود، تدریس می‌کردند. برنامه درسی شامل زبان‌های اسلاو، یونانی، لاتین و لهستانی بود.
فئودور در ۲۸ ژوئیه ۱۶۸۰، با یک نجیب‌زاده به نام آگافیا گروشتسکایا ازدواج کرد. او نظرات مترقی خود را با تزار به اشتراک گذاشت و نخستین کسی بود که از تراشیدن ریش حمایت کرد. در ۱۱ ژوئیه ۱۶۸۱، آگافیا پسرش ایلیا فئودوروویچ، وارث بلافصل تاج و تخت را به دنیا آورد. اما آگافیا سه روز بعد در ۱۴ ژوئیه، در نتیجه زایمان درگذشت و هفت روز بعد در ۲۱ ژوئیه، فرزندش نیز درگذشت.

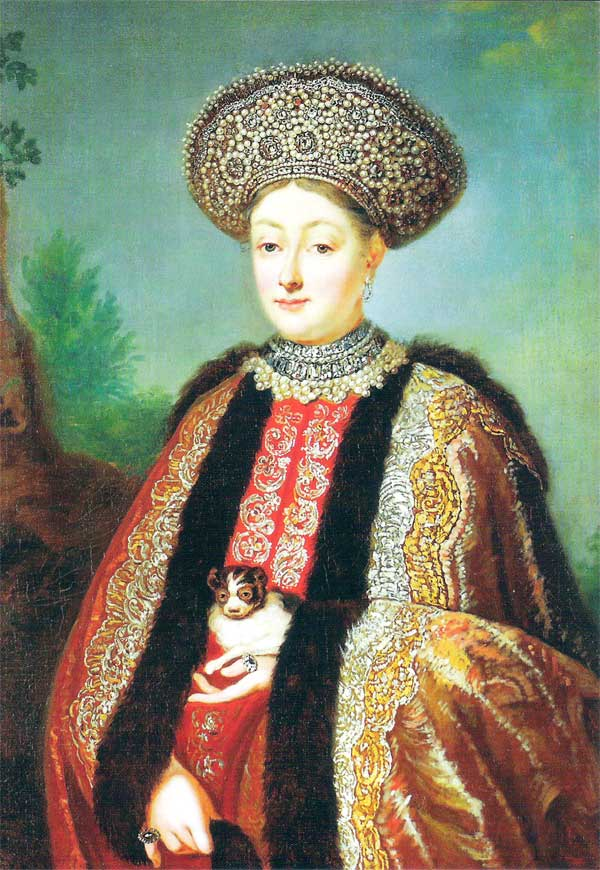
پرتره‌ای از مارفا آپراکسینا همسر دوم فئودور در جوانی

هفت ماه بعد در ۲۴ فوریه ۱۶۸۲، فئودور برای بار دوم و این‌بار با مارفا آپراکسینا دختر ماتوئی واسیلیویچ آپراکسین ازدواج کرد. فئودور آنقدر ناتوان شده بود که حتی نمی‌توانست در مراسم عروسی‌اش بایستد. او سرانجام سه ماه پس از ازدواج دومش، در ۷ مه، بدون اینکه وارثی از خود به جا بگذارد درگذشت. خبر مرگ او، آغازی بر ماه‌ها آشوب سیاسی در روسیه تزاری شد.
اصلاحات فئودور و اصلاحات پتر در آینده، از این جهت متفاوت بودند که اولی بیشتر، هرچند نه منحصراً، به نفع کلیسا بود؛ درحالی‌که دومی عمدتاً به نفع دولت و ضد کلیسا تمام گشت. سرشماری خانوارها در سال ۱۶۷۸ در دوره فیودور انجام شد. برجسته‌ترین اصلاحات فئودور سوم که به پیشنهاد واسیلی گلیتسین انجام شد، شامل لغو سیاست «مستنیچستوف» (اشراف‌زاده سالاری) در سال ۱۶۸۲ بود که کل مدیریت نظامی و غیر‌نظامی مسکووی را برای خاندان‌ها فلج کرده بود. از آن پس تمام انتصابات در خدمات مِلکی و نظامی باید براساس شایستگی و با اراده حاکم تعیین می‌شد و این به معنای از بین رفتن ارزش شجره‌نامه‌های اشراف بود؛ انقلابی که در دوره پتر به طور مطلق جامعه عمل پوشید.

## رخداد‌های پس از مرگ

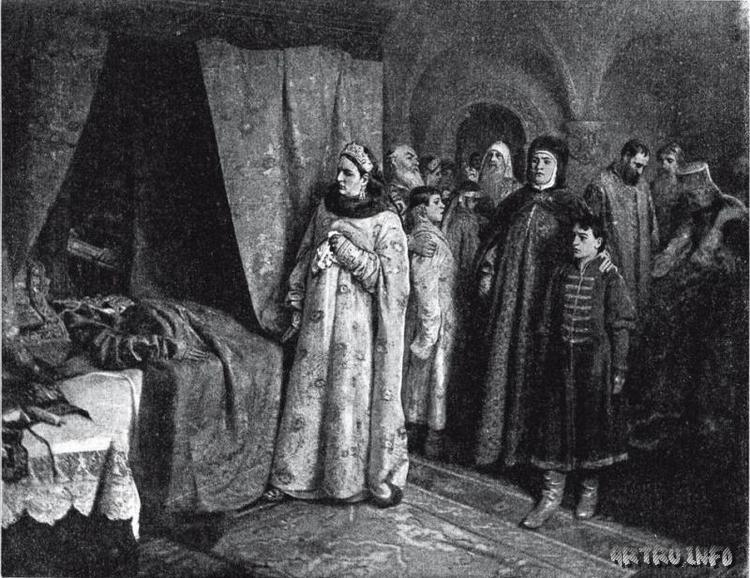
نگاره‌ای از لحظه مرگ فئودور سوم

پس از مرگ فئودور، اختلافات بر سر جانشینی او بین برادرش ایوان و پتر فرزند ناتالی ناریشکین، که همسر دوم الکسی بود بالا گرفت. با دسیسه‌های خاندان میلوسلاوسکی و خواهر فئودور سوفیا آلکسیونا، شورش ۱۶۸۲ مسکو توسط هنگ‌های استرلتسی شکل گرفت. در پی آن، سربازان شورشی با حمله به کاخ خواستار سلطنت ایوان شدند. مجلس شورای ملی مرکب از اعضای حاضر ولایات در مسکو تشکیل شد و به اتفاق آراء ایوان را به عنوان تزار اول و پتر را به عنوان تزار دوم انتخاب کردند. از آنجا که هر دو هنوز کودک بودند، سوفیا خواهر تنی ایوان به عنوان نایب‌السلطنه تعیین شد. ایوان پیش از رسیدن به فرمانروایی فوت کرد و به این ترتیب، راه برای تبدیل پتر کبیر به بزرگ‌ترین تزار تاریخ روسیه باز شد.